# Kathy Calvin
Kathy Calvin, född 1949, är en amerikansk filantrop. 
Hon var ordförande för United Nations Foundation 2013-2019. 
Hon är medlem i Council of Women World Leaders. 